# 赵展岳
赵展岳（1937年—），男，湖南长沙人，中国学者、企业家，曾任香港英惠投资有限公司董事长，第八、九、十届全国政协委员。